# ستيفن سكوت يونغ
ستيفن سكوت يونغ (بالإنجليزية: Stephen Scott Young)‏ هو فنان أمريكي، ولد في 1957 في هونولولو في الولايات المتحدة.